# Escuintla (Chiapas)
Pour les articles homonymes, voir Escuintla.
Escuintla est une municipalité du Chiapas, au Mexique. Elle couvre une superficie de 206,2 km2 et compte 31 822 habitants en 2015.